# La battaglia di Fort River
La battaglia di Fort River (Battle of Rogue River) è un film del 1954 diretto da William Castle.
È un film western statunitense con George Montgomery, Richard Denning e Martha Hyer ambientato durante le guerre di Rogue River (1855-1856) combattute nel Territorio dell'Oregon tra l'esercito statunitense, alcune milizie locali e i nativi americani.

## Produzione
Il film, diretto da William Castle su una sceneggiatura e un soggetto di Douglas Heyes, fu prodotto da Sam Katzman per la Columbia Pictures Corporation e girato nell'Iverson Ranch a Chatsworth, nei pressi del fiume Santa Ana, a Norco e nel Newhall Ranch a Valencia, in California, dal 20 al 29 agosto 1953.

## Colonna sonora
- Little Brown Jug - tradizionale, arrangiamento di Mischa Bakaleinikoff
- Hard Times Come Again - tradizionale, arrangiamento di Mischa Bakaleinikoff
- Ring, Ring the Banjo - scritta da Stephen Foster, arrangiamento di Mischa Bakaleinikoff
- Kingdom Comin' - tradizionale, arrangiamento di Mischa Bakaleinikoff
- Oh, Dem Golden Slippers - scritta da James Allen Bland, arrangiamento di Mischa Bakaleinikoff

## Distribuzione
Il film fu distribuito con il titolo Battle of Rogue River negli Stati Uniti nel marzo del 1954 al cinema dalla Columbia Pictures.
Altre distribuzioni:
- in Finlandia il 20 agosto 1954 (Taistelu Punaisella joella)
- in Svezia il 22 novembre 1954 (Striden vid indianfloden)
- in Italia (La battaglia di Fort River)
- in Belgio (De grote strijd e La grande bataille)
- in Brasile (Rio de Sangue)
- in Spagna (La batalla de Rogue River)
- in Grecia (To ohyro flegetai)

## Promozione
La tagline è: THE LAW OF THE LAST FRONTIER...FIGHT OR DIE!.